# Petter Stymne
Petter Erik Stymne (Ryd, 9 de mayo de 1983) es un deportista sueco que compitió en natación, especialista en el estilo libre.
Ganó una medalla de bronce en el Campeonato Mundial de Natación en Piscina Corta de 2008, una medalla de oro en el Campeonato Europeo de Natación de 2008 y dos medallas de oro en el Campeonato Europeo de Natación en Piscina Corta entre los años 2006 y 2008.
Participó en los Juegos Olímpicos de Pekín 2008, ocupando el quinto lugar en la prueba de 4 × 100 m libre.

## Palmarés internacional
| Campeonato Mundial en Piscina Corta | Campeonato Mundial en Piscina Corta | Campeonato Mundial en Piscina Corta | Campeonato Mundial en Piscina Corta |
| Año                                 | Lugar                               | Medalla                             | Prueba                              |
| ----------------------------------- | ----------------------------------- | ----------------------------------- | ----------------------------------- |
| 2008                                | Mánchester (Reino Unido)            | Medalla de bronce                   | 4 × 100 m libre                     |
| Campeonato Europeo                  |                                     |                                     |                                     |
| Año                                 | Lugar                               | Medalla                             | Prueba                              |
| 2008                                | Eindhoven (Países Bajos)            | Medalla de oro                      | 4 × 100 m libre                     |
| Campeonato Europeo en Piscina Corta |                                     |                                     |                                     |
| Año                                 | Lugar                               | Medalla                             | Prueba                              |
| 2006                                | Helsinki (Finlandia)                | Medalla de oro                      | 4 × 50 m libre                      |
| 2007                                | Debrecen (Hungría)                  | Medalla de oro                      | 4 × 50 m libre                      |